# Henriette Kuhrt
Henriette Kuhrt (* 20. September 1977 in Hamburg) ist eine deutsche Schriftstellerin und Journalistin.

## Leben
Henriette Kuhrt studierte Politik, Geschichte und Journalistik an der Ludwig-Maximilians-Universität München und absolvierte eine Ausbildung an der Deutschen Journalistenschule in München. Kuhrt ist verheiratet und hat zwei Kinder. Sie lebt in München, wo sie als freie Journalistin für Tageszeitungen und Illustrierte (Nido) sowie als Autorin arbeitet.
Kuhrt veröffentlichte 2005 den Erzählband Milchmädchenrechnung und 2011 den Roman Männer in Serie. Sie wurde 2002 mit dem zweiten Platz beim „Kritischen Preis“ des „Literarischen Salons Hannover“ ausgezeichnet (2002). Seit 2013 ist sie Kolumnistin bei der Neuen Zürcher Zeitung am Sonntag.

## Werke
- Der Undertaker. In: Sprung ins kalte Wasser. 2003.
- Milchmädchenrechnung. Erzählungen. Kiepenheuer, Berlin 2005, ISBN 3-378-00667-6.
- Männer in Serie. Roman. Rowohlt-Taschenbuch-Verlag, Reinbek bei Hamburg 2011, ISBN 978-3-499-25667-7.
- Hat das Stil? Ein Ratgeber für das Leben von heute. Midas, Zürich 2019, ISBN 978-3038761471
- Im Dschungel des menschlichen Miteinanders (mit Sarah Paulsen) Goldmann, München 2021, ISBN 978-3442315543